# Michał Urbańczyk
Michał Krzysztof Urbańczyk (ur. 21 sierpnia 1979 roku w Tychach) – polski prawnik, doktor habilitowany nauk prawnych, profesor uczelniany Uniwersytetu im. Adama Mickiewicza.
Specjalizuje się w zakresie wolności wypowiedzi i jej granic (w tym mowy nienawiści), w badaniach prawa amerykańskiego i amerykańskiej myśli politycznej i prawnej. 

## Życiorys
Studia prawnicze ukończył w 2003 roku na Wydziale Prawa i Administracji Uniwersytetu im. Adama Mickiewicza na podstawie pracy pt.: „Analizy ideologii, państwa i prawa Trzeciej Rzeszy w pracach prawników polskich okresu międzywojennego”, napisanej pod kierunkiem prof. dr hab. Marii Zmierczak. W 2008 roku uzyskał na macierzystym wydziale stopień doktorski na podstawie pracy pt. “Liberalna doktryna wolności słowa a swoboda wypowiedzi historycznej” (promotorem była prof. Maria Zmierczak). Habilitował się w 2019 na podstawie oceny dorobku naukowego i rozprawy „Idea godności człowieka w orzecznictwie Sądu Najwyższego Stanów Zjednoczonych Ameryki.”. W latach 2008–2021 pracował na stanowisku adiunkta, a od 2021 roku na stanowisku profesora uczelnianego w Pracowni Myśli Politycznej i Prawnej Wydziału Prawa i Administracji UAM w Poznaniu  . 
Był uczestnikiem międzynarodowego projektu Europe After the WWII - Multidimensional Effects of Integration as a Guarantee for State and Human Security (WISE) . Pełnił funkcję eksperta w projekcie "Społeczeństwo na rzecz tolerancji" prowadzonym przez Polskie Towarzystwo Walki z Antysemityzmem i Ksenofobią (Otwarta Rzeczpospolita). 
W 2013 był członkiem założycielem Polskiego Towarzystwa Myśli Politycznej (PTMP), a w latach 2017–2020 pozostawał jego prezesem. Od 2016 jest członkiem Poznańskiego Towarzystwa Przyjaciół Nauk (PTPN).

## Publikacje
1. 2009 Liberalna doktryna wolności słowa a swoboda wypowiedzi historycznej, Wydawnictwo Poznańskie, Poznań, ss. 298;
2. 2019 Idea godności człowieka w orzecznictwie Sądu Najwyższego Stanów Zjednoczonych Ameryki, Wydawnictwo Naukowe UAM, Poznań, ss. 390;
3. 2022 Fight Against Discrimination. Human Dignity in American Legal Tradition, Wydawnictwo Naukowe Uniwersytetu im. Adama Mickiewicza, Poznań;
4. 2018 (red. wraz z Bartosik Łukasz, Ratajczak Aleksandra), Stany Zjednoczone Ameryki a polityka zagraniczna i prawo międzynarodowe , Wydawnictwo Naukowe ArchaeGraph Diana Łukomiak, ISBN 9788366035164, 268 s., 40 punktów
5. 2018 (red. wraz z Bartosik Łukasz, Tomczak Marcin), Amerykańska myśl polityczna, ekonomiczna i prawna. Zagadnienia wybrane. Tom 1,Wydawnictwo Naukowe ArchaeGraph Diana Łukomiak, ISBN 9788366035003, 382 s.
6. 2018 (red. wraz z Bartosik Łukasz, Tomczak Marcin), Konstytucja USA: ze studiów nad amerykańskim systemem politycznym , Wydawnictwo Naukowe ArchaeGraph Diana Łukomiak, ISBN 9788394891428, 290 s.
7. 2019 (red. wraz z Łukaszem D. Bartosikiem, Natalią Zagórską) In Search of the Euro-Atlantic Doctrine of Freedom of Speech, Wydawnictwo Naukowe ArchaeGraph, Poznań-Łódź, ss. 309.
8. 2020 (red. wraz z Bartosik Łukasz D., Curyło Szymon), American and European Intellectual Property Law: Theoretical Reflections and Contemporary Challenges, Wydawnictwo Naukowe ArchaeGraph Diana Łukomiak, ISBN 9788366035478, 384 s.
9. 2020 (red. wraz z Łukaszem D. Bartosikiem i Damianem Szlingiertem), American Law and American Jurisprudence: Interpretations, Challenges, Procedures, Wydawnictwo Naukowe UAM, Poznań, ss. 220;
10. 2020  (red. wraz z Łukaszem D. Bartosikiem, Damian Szlingiert) American Idea of Human Dignity in the Case Law of the Supreme Court of the United States: A European Perspective, American Law and American Jurisprudence: Interpretations, Challenges, Procedures, Wydawnictwo Naukowe UAM, Poznań, s. 24-52